# Збірна Екваторіальної Гвінеї з футболу
Збірна Екваторіальної Гвінеї з футболу — національна футбольна збірна, що представляє Екваторіальну Гвінею на міжнародних матчах.
Станом на 3 квітня 2025 посідає 92-e місце у рейтингу футбольних збірних світу.

## Історія

### До 2003 року
Першим поєдинком збірної Екваторіальної Гвінеї був товариський матч проти збірної Китаю, який відбувся 23 травня 1975 року та завершився поразкою збірної Екваторіальної Гвінеї з рахунком 6:2. Більше національна збірна Екваторіальної Гвінеї не проіела жодного матчу аж до вступу в УДЕАК, який відбувся в грудні 1985 року. Цього року збірна взяла участь в розіграші Кубка УДЕАК разом з господарями Конго та Центральноафриканською Республікою. 9 грудня вони програли збірній Конго з рахунком 5:0, а 14 грудня свою першу нічию 1:1 розписали з Центральноафриканською Республікою. 16 грудня Екваторіальна Гвінея грали в плей-оф за п'яте місце проти Чаду, після нічиї 1:1 матч перейшов у серію післяматчевих пенальті, в якій з рахунком 3:2 перемогу святкувала збірна Чаду.
Екваторіальна Гвінея посяде четверте місце в Кубку УДЕАК у 1987 році, поступившись у матчі за третє місце Габону в серії післяматчевих пенальті, більше того, Екваторіальна Гвінея забила лише одного разу за весь турнір, зігравши в нічию 1:1 з Чадом. Вони також розписали нульову нічию з Камеруном. Наступний виступ Екваторіальної Гвінеї завршився шостим місцем після поразки від Центральноафриканської Республіки в серії післяматчевих пенальті. Наступного разу Екваторіальна Гвінея зіграла з Центральноафриканською Республікою в 1999 році й перемогла її з рахунком 4:2. Це була перша перемога Збірної Екваторіальної Гвінеї за всю історію її існування.

### З 2003 по 2013
До 2003 року команду називали «Basilé Nacional» її часто легко перегравали інші суперники, збірна складалася виключно з місцевих гравців. З червня 2003 року місцева федерація дозволила запрошувати гравців екваторіальногвінейського походження, які грали в зарубіжних клубах і не обов'язково були народжені в Екваторіальній Гвінеї. Альберто Еджого-Овоно, Серхіо Барілья, Хосе Луїс Сенобуа та Андрес Маланго, перші три з яких народилися в Іспанії, а останній в США, вийшли на поле у матчі проти Марокко в кваліфікації до Кубка африканських націй 2004 року. Це призвело до того, що цього ж року, до команди приєдналися й інші гравці напередодні матчів кваліфікаційного раунду до Чемпіонату світу з футболу 2006 року проти Того. Родольфо Бодіпо, Іван Зарандона та Ювенал Еджого-Овоно також вийшли на поле, а тренером збірної став Оскар Енгонга. Попри відмінну гру й перемогу над Того в першому матчі з рахунком 1:0, у матчі-відповіді Екваторіальна Гвінея зазнала поразки з рахунком 0:2 та вилетіла з турніру. У наступному році Енгонгу звільняють, а на його місце приходить бразилець Антоніу Думаш, який вже був знайомий з Екваторіальною Гвінеєю, так як саме він тренував збірну Того в тих відбіркових матчах. З його допомогою до збірної почали виклитася як екваторіальногвінейські і/або пов'язані з нею гравці, так і бразильці, цю тактику Думаш вже випробував на тоголезькій збірній. Збірна виграла свій перший титул у 2006 році, перемігши в Кубку CEMAC, що представляє Економічне та валютне співтовариство Центральної Африки, і в 2009 році збірна зайняла друге місце в тому ж турнірі.
У вересні 2007 року Екваторіальна Гвінея грала кваліфікаційні матчі за право зіграти в Кубку африканських націй 2008, що мав відбутися в Гані, здійснила маленький подвиг і перемгла на «Нуево Естадіо де Малабо» з рахунком 1:0 над потужним сусіднім Камеруном (в групі цю збірну більше ніхто не зміг переграти). Екваторіальна Гвінея посіла друге місце в групі з 10-ма набраними очками (6 проведених матчів: 3 перемоги, 1 нічия та 2 поразки), але не змогла кваліфікуватися, оскільки не стала переможцем соєї групи. Проте, цей факт не затьмарив свято уболівальникам після матчу і багато з них вибігли на поле, щоб відсвяткувати історичну перемогу.
У 2008 році Екваторіальна Гвінея потрапила в Групу 4 разом зі збірними Нігерії, Сьєрра-Леоне та Південною Африкою для участі у другому раунді кваліфікації КАФ до Чемпіонату світу з футболу 2010 році. У своїй першій грі, яка відбулася 1 червня 2008 року, збірна зазнала поразки від Сьєрра - Леоне з рахунком 0:2 (відзначилися у воротах суперника Ронан і Ж. Епітьє). Другий матч збірна провела з Південною Африкою, але і його програла, цього разу з рахунком 1:4 (одним м'ячем у тому матчі відзначився Ювенал Еджого). Втретє збірна програла, цього разу Нігерії з рахунком 0:1. В другому колі знову зазнав поразки від Нігерії з рахунком 0:2 та втратив усі шанси на продовження турнірної боротьби, потім зазнав поразки від Сьєрра-Леони з рахунком 1:2. Останнім матчем на турнірі був поєдинок у Малабо з Південною Африкою, який завершився з рахунком 1:0.
Екваторіальна Гвінея зіграла серію товариських матчів, в рамках підготовки до Кубку африканських 2012 та відбіркового раунду в КАФ до Чемпіонату світу з футболу 2014. В рамках цієї підготовки вдалося перемогти Ліберію (1:0), але поступилися Кот-д'Івуару (0:2), Кабо-Верде (0:5), Малі (0:3), Естонії (0:3), і після того, через чотирнадцять місяців програли Марокко (1:2). Тому було знову запрошено частину гравців, які виступали у збірній раніше. Це був єдиний міжнародний матч з парагвайцем Карлосом Дуарте як головним тренером Екваторіальної Гвінеї, він же став для фахівця і останнім у тренерській кар'єрі через рак, який було виявлено у нього під час медичного обстеження, а наступного року він помер. Касто Нопо було призначено виконувачем обов'язків головного тренера. У жовтні 2010 року Nzalang Nacional («Насіонал Нзаланг») програли вдома Ботсвані (0:2), ця поразка призвела до заворушень серед уболівальників та репресій зі сторони поліції.
Протягом 2011 року під керівництвом французького тренера Анрі Мішеля, якого призначили на цю посаду в грудні 2010 року, вони перемагають Чад (2:0) та Гамбію (1:0), перервавши жахливу серію з шести поразок поспіль. Проте наступний матч, який збірна провела на виїзді у Франції, важко назвати успішним, оскільки в ньому збірна програла з різницею у два м'яча Збірній Франції U-20. Далі, вони відправилися до Португалії, щоб зіграти товариський матч проти Гвінеї-Бісау програли з рахунком 1:4. Як тільки почався спад у збірної вже в цьому ж році тренер залучив більшу кількість націоналізованих гравців, враховуючи національність тренера - в основному гравців з франкомовних африканських країн, в той час як футболісти з екваторіальногвінейським корінням та з міжнародним досвідом, такі як Хав'єр Бальбоа, Родольфо Бодіпо або Ювенал Еджонго, не були залучені до складу збірної. Мішеля було піддана критиці кількома виданнями - в першу чергу з боку Бенджаміна Зарандони для щоденної газети AS. Тому тренер почав ігнорувати дзвінки та тиск з боку уряду з вимогою піти у відставку. Команда грала у кваліфікаційному раунді відбіркового циклу до Чемпіонату світу 2014 року, вигравши двобій з Мадагаскаром (2:0 в Малабо і поразка з рахунком 1:2 в Антананаріву) та вийшла до групового раунду турніру. І, нарешті, Мішель, пішов у відставку в кінці грудня того ж року, за місяць до початку КАН 2012.
На Кубку африканських націй 2012 року, в якому Екваторіальна Гвінея разом з Габоном була господарями турніру, Екваторіальна Гвінея переграла Лівію з рахунком 1:0, потім перемогли у матчі з Сенегалом з рахунком 2:1 і, нарешті, в останньому матчі першого раунду мінімально поступились Замбії (0:1). У Чвертьфіналі турніру Екваторіальна Гвінея поступилася Кот-д'Івуару з рахунком 0:3. Новим тренером Екваторіальної Гвінеї було призначено бразильця Гілсона Паулу, який прийшов з Васко да Гами. Вихід до в чвертьфіналу турніру ще надовго залишився в пам'яті уболівальників.
Протягом червня місяця Екваторіальна Гвінея оскаржувала результати групового етапу кваліфікації до Кубка світу, в якому вона поступилась Тунісу з рахунком 1:3 та розписала вдома нічию зі Сьєррою-Леоне з рахунком 2:2. Переломним став завершальний матч першого етапу групового раунду КАН 2013 року, який відбувся у вересні, коли Екваторіальна Гвінея розгромно програли Демократичній Республіці Конго з рахунком 0:4. Це спонукало міністра спорту і його радника шукати гравців знову в Бразилії, щоб зміцнити національну команду для другого етапу групового раунду. Дев'ять гравців з країн Південної Америки були викликані до збірної Екваторіальної Гвінеї, але їх присутність не допомогла, скільки збірна здобула мінімальну перемогу з рахунком 2:1 і не зуміла продовжити боротьбу в наступних раундах турніру. Один з цих нових гравців, Клаудіней "Рінкон" Рамуш, помер вже наступного року від зараження малярією під час однієї з поїздок на черговий відбірковий матч.

### З 2013 року і до сьогодні
У 2013 році для футболу Екваторіальної Гвінеї починаються нововведення. Боніфасіо Манга Обіанг, який 17 років головував на посаді президента ФЕГУЇФІТ, вирішує не боротися за президентський пост, ці перегони виграв Домінго Мітуй, який до цього був президентом клубу Аконангуї. Крім того, контракт тренера Гілсона Паулу не було продовжено, і в березні за рекомендацією Бенджаміна Зарандони замість бразильця прибув іспанець Андоні Гойкоечеа.
Крім того, їм дещо пізніше вдається переконати гравця першого іспанського дивізіону Еміліо Нсуе, який приєднатвся до команди  (це стало можливим через те, що його батько походить з цієї країни), він миттєво стає новим кумиром для фанатів збірної. Перша офіційна гра року була проти Кабо-Верде, яка завершилася прекрасним стартом в КАН 2013.
Вони виграли з рахунком 4:3, а Нсуе оформив хет-трик у тому матчі. Однак виступ був затьмарений арбітражним рішенням, яке було пов'язане з величезною кількістю іноземних гравців натуралізованих Екваторіальною Гвінеєю неправильно, яка спонукала ФІФА відкрити справу і розглянути можливе покарання збірної у вигляді штрафу.
Керівний орган світового футболу ухвалив рішення анулювати результати двох матчів, в яких у складі Екваторіальної Гвінеї виходив Нсуе, зарахувати технічну перемогу Кабо-Верде, плюс зобов'язав виплатити грошовий штраф Федерацію Футболу Екваторіальної Гвінеї. На чемпіонаті світу з футболу U-20 2009 року Нсуе представляв Іспанію (країна його народження) а, отже, його було внесено до списку іспанських гравців, які були включені в реєстр ФІФА. Отже, Федерації футболу Екваторіальної Гвінеї потрібно буде довести ФІФА свої права на Нсуе перш ніж залучати гравця в офіційних матчах за збірну Екваторіальної Гвінеї і тоді збірну більше не будуть карати. Збірна завершила виступи в кваліфікації до Чемпіонату світу у відбірковій групі B у нижній частині турнірної таблиці, зробивши всього 2 очки.
16 листопада 2013 року «Нзаланг» зіграла товариський матч проти Іспанії в Малабо, це був перший візит колишньої африканської колонії до своєї  метрополії, яка до того ж мала статус чемпіонів Європи та світу й входила до провідних футбольних збірних в рейтингу ФІФА. Незважаючи на відмінності між рівнем цих двох збірних, матч проходив у жорсткій боротьбі та закінчився з рахунком 1:2 не на користь гостей, які днями пізніше втратили можливість проводити офіційні матчі під егідою ФІФА до тих пір поки Екваторіальна Гвінея не виконає ці декілька положень рішення арбітражу. Через два тижні, тренер збірної Гойкоечеа продовжив контракт ще на два роки.
В матчах кваліфікації до Кубка африканських націй 2015 року зустрілися з Мавританією, в першому матчі мавританці здобули перемогу з рахунком 1:0, а в домашньому матчі Екваторіальна Гвінея в Малабо виграла з рахунком 3:0 та вийшла в наступний раунд кваліфікації, де мала зустрітися з Угандою. Однак Федерація футболу Мавританії подала клопотання в КАФ про  неправомірне включення гравців перед матчем до складу збірної Екваторіальної Гвінеї (деякі з них мали фальшиві паспори та вигадані імена), в результаті Збірну Екваторіальної Гвінеї дисваліфікували з відбіркових матчів на основі конкретної ситуації, яка була пов'язана з Тьєррі Фіджеу, в той час як справи щодо інших гравців лише почали розглядати.

## Гравці
Багато гравців збірної народилися в інших країнах. У більшості випадків, народжені в колишній колоніальній метрополії Іспаніяї, повинні мати принаймні одного родича в Екваторіальній Гвінеї для того, щоб стати кандидатом на потрапляння до збірної. Багато гравців обирають Збірну Екваторіальної Гвінеї з футболу оскільки збільшуються шанси виклику на міжнародні матчі збірної і, відповідно, збільшуються шанси стати відомим гравцем. Тут наведені найбільш яскраві на сьогодні приклади, а в душках країна народження разом зі членами сім'ї, які мають коріння з Екваторіальної Гвінеї.
- Хав'єр Бальбоа (Іспанія, екваторіальногвінейські батьки)
- Еміліо Нсуе (Іспанія, екваторіальногвінейський батько)
- Карлос Акапо (Іспанія, екваторіальногвінейський батько)
- Іван Сальвадор (Іспанія, дідусь по материнській лінії з Екваторіальної Гвінеї)
- Ігор Енгонга (Іспанія, дід по батьковій лінії з Екваторіальної Гвінеї)
- Ібан Іянга (Іспанія, екваторіальногвінейський батько)
- Рубен Беліма (Іспанія, екваторіальногвінейський батько)
- Айтор Ембела (Іспанія, дід по батьковій лінії з Екваторіальної Гвінеї)
- Іван Зарандона (Іспанія, екваторіальногвінейська мати)
- Хосете Міранда (Іспанія, батьки з Екваторіальної Гвінеї)

Сьогодні є й нші гравці з екваторіальногвінейським корінням, як Педро Обіанг або Омара Маскарелл (представляли Іспанію на юнацькому рівні), і до сих пір не виступали за «нзалангів». З іншого боку, були гравців, які також пов'язані з Екваторіальною Гвінеєю, які грали офіційні матчі зі збірними інших країн, наприклад Альваро Сервера (народився в Малабо), Вісенте Енгонга (від батька з Екваторіальної Гвінеї) з Іспанією та Лоурен Бісан-Етаме "Лорен" (від батька з Екваторіальної Гвінеї) з Камеруном.
У свою чергу, є ті гравці, які не мають родинних зв'язків з Екваторіальною Гвінеєю, і все ж зуміли взяти участь в міжнародних матчах збірної. Ця група футболістів, як правило, становлять половину футболістів збірної і може бути розділена на дві частини: гравці з Південної Америки та з інших країн Африки. Перша з них представлена гравців з Бразилії та Колумбії, що виступали в футбольних клубах в своєї країни до першого виклику в збірну Екваторіальної Гвінеї. До другої групи належать камерунці, кабовердійці, ліберійці, сенегальці та інші. Ця група гравців залучалася часто неправомірно, так як деякі з цих гравців отримали свій перший виклик до збірної перебуваючи в клубі з Екваторіальної Гвінеї, не обов'язково маючи багато років проживання в країні, в той час як інші африканці та південноамериканці навіть ніколи не були в Екваторіальній Гвінеї до свого виклику в збірну і потрапляли туди за допомогою рекомендацій підприємців, а також гравців, які вже виступали за збірну.

## Форма
Екваторіальна Гвінея використовує червону та білу форму. Виробником форми для збірної виступає фірма Adidas. Коли збірна грає в Екваторіальній Гвінеї, вони використовують форму червоного кольору в поєднанні з шортами з білими смугами. Ігровий номер, логотипи FEGUIFUT та фірми Adidas розташовані на грудях. Форма складається з білих футболок та шортів, червоних шкарпеток. Коли Екваторіальна Гвінея проводить виїзні матчі, вони використовують білу футболку з блакитними смугами, шорти та шкарпетки білого кольору.

## Стадіон
Збірна Екваторіальної Гвінеї з футболу свої домашні матчі проводить на стадіоні «Нуево Естадіо де Малабо» в місті Малабо. Він може вмістити 15 250 глядачів. Екваторіальна Гвінея грала тут на домашньому Кубку африканських націй 2012 року. Під час участі в турнірі, збірна грала на цьому стадіоні проти майбутніх переможців турніру Замбії та фіналіста Кубку Кот-д'Івуара. Під час участі національної збірної в Кубку африканських націй 2012 року, вони також грали в нещодавно побудованому «Естадіо де Бата», на якому вони грали і виграв обидві свої матчі проти Лівії та Сенегалу.

## Чемпіонат світу
| Роки                          | Раунд                   | Місце                   | Іг                      | В                       | Н                       | П                       | ЗМ                      | ПМ                      |
| ----------------------------- | ----------------------- | ----------------------- | ----------------------- | ----------------------- | ----------------------- | ----------------------- | ----------------------- | ----------------------- |
| Уругвай 1930                  | Не брала участь         | Не брала участь         | Не брала участь         | Не брала участь         | Не брала участь         | Не брала участь         | Не брала участь         | Не брала участь         |
| Італія 1934                   | Не брала участь         | Не брала участь         | Не брала участь         | Не брала участь         | Не брала участь         | Не брала участь         | Не брала участь         | Не брала участь         |
| Франція 1938                  | Не брала участь         | Не брала участь         | Не брала участь         | Не брала участь         | Не брала участь         | Не брала участь         | Не брала участь         | Не брала участь         |
| Бразилія 1950                 | Не брала участь         | Не брала участь         | Не брала участь         | Не брала участь         | Не брала участь         | Не брала участь         | Не брала участь         | Не брала участь         |
| Швейцарія 1954                | Не брала участь         | Не брала участь         | Не брала участь         | Не брала участь         | Не брала участь         | Не брала участь         | Не брала участь         | Не брала участь         |
| Швеція 1958                   | Не брала участь         | Не брала участь         | Не брала участь         | Не брала участь         | Не брала участь         | Не брала участь         | Не брала участь         | Не брала участь         |
| Чилі 1962                     | Не брала участь         | Не брала участь         | Не брала участь         | Не брала участь         | Не брала участь         | Не брала участь         | Не брала участь         | Не брала участь         |
| Англія 1966                   | Не брала участь         | Не брала участь         | Не брала участь         | Не брала участь         | Не брала участь         | Не брала участь         | Не брала участь         | Не брала участь         |
| Мексика 1970                  | Не брала участь         | Не брала участь         | Не брала участь         | Не брала участь         | Не брала участь         | Не брала участь         | Не брала участь         | Не брала участь         |
| Німеччина 1974                | Не брала участь         | Не брала участь         | Не брала участь         | Не брала участь         | Не брала участь         | Не брала участь         | Не брала участь         | Не брала участь         |
| Аргентина 1978                | Не брала участь         | Не брала участь         | Не брала участь         | Не брала участь         | Не брала участь         | Не брала участь         | Не брала участь         | Не брала участь         |
| Іспанія 1982                  | Не брала участь         | Не брала участь         | Не брала участь         | Не брала участь         | Не брала участь         | Не брала участь         | Не брала участь         | Не брала участь         |
| Мексика 1986                  | Не брала участь         | Не брала участь         | Не брала участь         | Не брала участь         | Не брала участь         | Не брала участь         | Не брала участь         | Не брала участь         |
| Італія 1990                   | Не брала участь         | Не брала участь         | Не брала участь         | Не брала участь         | Не брала участь         | Не брала участь         | Не брала участь         | Не брала участь         |
| США 1994                      | Не брала участь         | Не брала участь         | Не брала участь         | Не брала участь         | Не брала участь         | Не брала участь         | Не брала участь         | Не брала участь         |
| Франція 1998                  | Не брала участь         | Не брала участь         | Не брала участь         | Не брала участь         | Не брала участь         | Не брала участь         | Не брала участь         | Не брала участь         |
| Південна Корея та Японія 2002 | Не пройшла кваліфікацію | Не пройшла кваліфікацію | Не пройшла кваліфікацію | Не пройшла кваліфікацію | Не пройшла кваліфікацію | Не пройшла кваліфікацію | Не пройшла кваліфікацію | Не пройшла кваліфікацію |
| Німеччина 2006                | Не пройшла кваліфікацію | Не пройшла кваліфікацію | Не пройшла кваліфікацію | Не пройшла кваліфікацію | Не пройшла кваліфікацію | Не пройшла кваліфікацію | Не пройшла кваліфікацію | Не пройшла кваліфікацію |
| ПАР 2010                      | Не пройшла кваліфікацію | Не пройшла кваліфікацію | Не пройшла кваліфікацію | Не пройшла кваліфікацію | Не пройшла кваліфікацію | Не пройшла кваліфікацію | Не пройшла кваліфікацію | Не пройшла кваліфікацію |
| Бразилія 2014                 | Не пройшла кваліфікацію | Не пройшла кваліфікацію | Не пройшла кваліфікацію | Не пройшла кваліфікацію | Не пройшла кваліфікацію | Не пройшла кваліфікацію | Не пройшла кваліфікацію | Не пройшла кваліфікацію |
| Росія 2018                    | Не пройшла кваліфікацію | Не пройшла кваліфікацію | Не пройшла кваліфікацію | Не пройшла кваліфікацію | Не пройшла кваліфікацію | Не пройшла кваліфікацію | Не пройшла кваліфікацію | Не пройшла кваліфікацію |
| Катар 2022                    | Не пройшла кваліфікацію | Не пройшла кваліфікацію | Не пройшла кваліфікацію | Не пройшла кваліфікацію | Не пройшла кваліфікацію | Не пройшла кваліфікацію | Не пройшла кваліфікацію | Не пройшла кваліфікацію |
| Загалом                       | 0/22                    | 0°                      | 0                       | 0                       | 0                       | 0                       | 0                       | 0                       |

## Кубок африканських націй
| Роки                               | Раунд                   | Місце                   | Іг                      | В                       | Н                       | П                       | ЗМ                      | ПМ                      |
| ---------------------------------- | ----------------------- | ----------------------- | ----------------------- | ----------------------- | ----------------------- | ----------------------- | ----------------------- | ----------------------- |
| Судан 1957                         | Не брала участі         | Не брала участі         | Не брала участі         | Не брала участі         | Не брала участі         | Не брала участі         | Не брала участі         | Не брала участі         |
| Об'єднана Арабська Республіка 1959 | Не брала участі         | Не брала участі         | Не брала участі         | Не брала участі         | Не брала участі         | Не брала участі         | Не брала участі         | Не брала участі         |
| Ефіопія 1962                       | Не брала участі         | Не брала участі         | Не брала участі         | Не брала участі         | Не брала участі         | Не брала участі         | Не брала участі         | Не брала участі         |
| Гана 1963                          | Не брала участі         | Не брала участі         | Не брала участі         | Не брала участі         | Не брала участі         | Не брала участі         | Не брала участі         | Не брала участі         |
| Туніс 1965                         | Не брала участі         | Не брала участі         | Не брала участі         | Не брала участі         | Не брала участі         | Не брала участі         | Не брала участі         | Не брала участі         |
| Ефіопія 1968                       | Не брала участі         | Не брала участі         | Не брала участі         | Не брала участі         | Не брала участі         | Не брала участі         | Не брала участі         | Не брала участі         |
| Судан 1970                         | Не брала участі         | Не брала участі         | Не брала участі         | Не брала участі         | Не брала участі         | Не брала участі         | Не брала участі         | Не брала участі         |
| Камерун 1972                       | Не брала участі         | Не брала участі         | Не брала участі         | Не брала участі         | Не брала участі         | Не брала участі         | Не брала участі         | Не брала участі         |
| Єгипет 1974                        | Не брала участі         | Не брала участі         | Не брала участі         | Не брала участі         | Не брала участі         | Не брала участі         | Не брала участі         | Не брала участі         |
| Ефіопія 1976                       | Не брала участі         | Не брала участі         | Не брала участі         | Не брала участі         | Не брала участі         | Не брала участі         | Не брала участі         | Не брала участі         |
| Гана 1978                          | Не брала участі         | Не брала участі         | Не брала участі         | Не брала участі         | Не брала участі         | Не брала участі         | Не брала участі         | Не брала участі         |
| Нігерія 1980                       | Не брала участі         | Не брала участі         | Не брала участі         | Не брала участі         | Не брала участі         | Не брала участі         | Не брала участі         | Не брала участі         |
| Лівія 1982                         | Не брала участі         | Не брала участі         | Не брала участі         | Не брала участі         | Не брала участі         | Не брала участі         | Не брала участі         | Не брала участі         |
| Кот-д'Івуар 1984                   | Не брала участі         | Не брала участі         | Не брала участі         | Не брала участі         | Не брала участі         | Не брала участі         | Не брала участі         | Не брала участі         |
| Єгипет 1986                        | Не брала участі         | Не брала участі         | Не брала участі         | Не брала участі         | Не брала участі         | Не брала участі         | Не брала участі         | Не брала участі         |
| Марокко 1988                       | Не пройшла кваліфікацію | Не пройшла кваліфікацію | Не пройшла кваліфікацію | Не пройшла кваліфікацію | Не пройшла кваліфікацію | Не пройшла кваліфікацію | Не пройшла кваліфікацію | Не пройшла кваліфікацію |
| Алжир 1990                         | Не пройшла кваліфікацію | Не пройшла кваліфікацію | Не пройшла кваліфікацію | Не пройшла кваліфікацію | Не пройшла кваліфікацію | Не пройшла кваліфікацію | Не пройшла кваліфікацію | Не пройшла кваліфікацію |
| Сенегал 1992                       | Не пройшла кваліфікацію | Не пройшла кваліфікацію | Не пройшла кваліфікацію | Не пройшла кваліфікацію | Не пройшла кваліфікацію | Не пройшла кваліфікацію | Не пройшла кваліфікацію | Не пройшла кваліфікацію |
| Туніс 1994                         | Не пройшла кваліфікацію | Не пройшла кваліфікацію | Не пройшла кваліфікацію | Не пройшла кваліфікацію | Не пройшла кваліфікацію | Не пройшла кваліфікацію | Не пройшла кваліфікацію | Не пройшла кваліфікацію |
| ПАР 1996                           | Не пройшла кваліфікацію | Не пройшла кваліфікацію | Не пройшла кваліфікацію | Не пройшла кваліфікацію | Не пройшла кваліфікацію | Не пройшла кваліфікацію | Не пройшла кваліфікацію | Не пройшла кваліфікацію |
| Буркіна-Фасо 1998                  | Не пройшла кваліфікацію | Не пройшла кваліфікацію | Не пройшла кваліфікацію | Не пройшла кваліфікацію | Не пройшла кваліфікацію | Не пройшла кваліфікацію | Не пройшла кваліфікацію | Не пройшла кваліфікацію |
| Гана та Нігерія 2000               | Не пройшла кваліфікацію | Не пройшла кваліфікацію | Не пройшла кваліфікацію | Не пройшла кваліфікацію | Не пройшла кваліфікацію | Не пройшла кваліфікацію | Не пройшла кваліфікацію | Не пройшла кваліфікацію |
| Малі 2002                          | Не пройшла кваліфікацію | Не пройшла кваліфікацію | Не пройшла кваліфікацію | Не пройшла кваліфікацію | Не пройшла кваліфікацію | Не пройшла кваліфікацію | Не пройшла кваліфікацію | Не пройшла кваліфікацію |
| Туніс 2004                         | Не пройшла кваліфікацію | Не пройшла кваліфікацію | Не пройшла кваліфікацію | Не пройшла кваліфікацію | Не пройшла кваліфікацію | Не пройшла кваліфікацію | Не пройшла кваліфікацію | Не пройшла кваліфікацію |
| Єгипет 2006                        | Не пройшла кваліфікацію | Не пройшла кваліфікацію | Не пройшла кваліфікацію | Не пройшла кваліфікацію | Не пройшла кваліфікацію | Не пройшла кваліфікацію | Не пройшла кваліфікацію | Не пройшла кваліфікацію |
| Гана 2008                          | Не пройшла кваліфікацію | Не пройшла кваліфікацію | Не пройшла кваліфікацію | Не пройшла кваліфікацію | Не пройшла кваліфікацію | Не пройшла кваліфікацію | Не пройшла кваліфікацію | Не пройшла кваліфікацію |
| Ангола 2010                        | Не пройшла кваліфікацію | Не пройшла кваліфікацію | Не пройшла кваліфікацію | Не пройшла кваліфікацію | Не пройшла кваліфікацію | Не пройшла кваліфікацію | Не пройшла кваліфікацію | Не пройшла кваліфікацію |
| Габон і Екватор. Гвінея 2012       | Чвертьфіналіст          | 7º                      | 4                       | 2                       | 0                       | 2                       | 3                       | 5                       |
| ПАР 2013                           | Не пройшла кваліфікацію | Не пройшла кваліфікацію | Не пройшла кваліфікацію | Не пройшла кваліфікацію | Не пройшла кваліфікацію | Не пройшла кваліфікацію | Не пройшла кваліфікацію | Не пройшла кваліфікацію |
| Екваторіальна Гвінея 2015          | 4-те місце              | 4º                      | 6                       | 2                       | 2                       | 2                       | 5                       | 5                       |
| Габон 2017                         | Не пройшла кваліфікацію | Не пройшла кваліфікацію | Не пройшла кваліфікацію | Не пройшла кваліфікацію | Не пройшла кваліфікацію | Не пройшла кваліфікацію | Не пройшла кваліфікацію | Не пройшла кваліфікацію |
| Камерун 2019                       | Не пройшла кваліфікацію | Не пройшла кваліфікацію | Не пройшла кваліфікацію | Не пройшла кваліфікацію | Не пройшла кваліфікацію | Не пройшла кваліфікацію | Не пройшла кваліфікацію | Не пройшла кваліфікацію |
| Кот-д'Івуар 2021                   | Чвертьфіналіст          | 7                       | 5                       | 2                       | 1                       | 2                       | 3                       | 4                       |
| Гвінея 2023                        |                         |                         |                         |                         |                         |                         |                         |                         |
| Загалом                            | 4/36                    | 15                      | 6                       | 4                       | 5                       | 11                      | 14                      |                         |

## Чемпіонат африканських націй
| Роки             | Раунд                   | Місце                   | Іг                      | В                       | Н                       | П                       | ЗМ                      | ПМ                      |
| ---------------- | ----------------------- | ----------------------- | ----------------------- | ----------------------- | ----------------------- | ----------------------- | ----------------------- | ----------------------- |
| Кот-д'Івуар 2009 | Не приймав участі       | Не приймав участі       | Не приймав участі       | Не приймав участі       | Не приймав участі       | Не приймав участі       | Не приймав участі       | Не приймав участі       |
| Судан 2011       | Забрав заяву            | Забрав заяву            | Забрав заяву            | Забрав заяву            | Забрав заяву            | Забрав заяву            | Забрав заяву            | Забрав заяву            |
| ПАР 2014         | Не приймав участі       | Не приймав участі       | Не приймав участі       | Не приймав участі       | Не приймав участі       | Не приймав участі       | Не приймав участі       | Не приймав участі       |
| Руанда 2016      | Не приймав участі       | Не приймав участі       | Не приймав участі       | Не приймав участі       | Не приймав участі       | Не приймав участі       | Не приймав участі       | Не приймав участі       |
| Кенія 2018       | Груповий етап           | 15                      | 3                       | 0                       | 0                       | 3                       | 1                       | 7                       |
| Камерун 2020     | Не пройшла кваліфікацію | Не пройшла кваліфікацію | Не пройшла кваліфікацію | Не пройшла кваліфікацію | Не пройшла кваліфікацію | Не пройшла кваліфікацію | Не пройшла кваліфікацію | Не пройшла кваліфікацію |
| Алжир 2022       | Не пройшла кваліфікацію | Не пройшла кваліфікацію | Не пройшла кваліфікацію | Не пройшла кваліфікацію | Не пройшла кваліфікацію | Не пройшла кваліфікацію | Не пройшла кваліфікацію | Не пройшла кваліфікацію |
| Загалом          | Груповий етап           | 1/7                     | 3                       | 0                       | 0                       | 3                       | 1                       | 7                       |